# Patrick et Sophie en fusée
Patrick et Sophie en fusée est un roman de science-fiction pour la jeunesse écrit par Monique Corriveau et publié en 1975.

## Résumé
Les jumeaux Sophie et Vincent sont en vacances en Gaspésie où ils retrouvent Jonas, leur ami micmac. Dans la grange de leur voisine, Madame Bibliothèque, des intrus ont installé un laboratoire que les jumeaux se mettent à espionner : Patrick, un archéologue colérique, Barthélémy, ingénieur, et Monsieur Toc. Les trois enfants pénètrent dans la grange, y explorent un grand cylindre mystérieux, qui se referme alors sur eux, et les voilà partis dans un voyage dans le temps vers l'année 1380. Ils devront résoudre le mystère d’une fresque rupestre affichant un chat domestique curieusement anachronique.

## Éditions
- Patrick et Sophie en fusée, Saint-Lambert, éditions Héritage, coll. « Galaxie », 1975  (ISBN 0-7773-3400-3), (OCLC 2492581) ; réédition en 1979.